# Нарышкина, Мария Яковлевна
Мария Яковлевна Нарышкина (урождённая княжна Лобанова—Ростовская; 22 октября 1789 — 4 июня 1854) — фрейлина двора (1805); жена обер-гофмаршала К. А. Нарышкина; кавалерственная дама ордена Святой Екатерины (30.08.1821).

## Биография
Дочь малороссийского губернатора князя Якова Ивановича Лобанова-Ростовского (1760—1831) от его брака с Александрой Николаевной Салтыковой (1764—1829). Получила домашнее воспитание. В 1805 году была представлена ко двору и пожалована во фрейлины. В молодости в неё был влюблён будущий декабрист князь С. Г. Волконский. По его словам, Мария Яковлевна имела такое милое личико, что её называли в обществе «une tête de Guide» (головкой Гвидо). «Не я один ухаживал, — вспоминал Волконский, — и поэтому имел для меня ненавистное лицо, более счастливого в поисках Кирилла Александровича Нарышкина».
Приревновав княжну к более счастливому сопернику, Волконский без всякой причины в декабре 1807 года вызвал Нарышкина на дуэль. Примечательно, что в этот день был ещё один вызов — полковника Арсеньева графу Хрептовичу из-за фрейлины Марии Рённе. Переговоры по вызовам были у графа Михаила Воронцова, и если дуэль Арсеньева закончилась трагедией, то между Волконским и Нарышкиным состоялось примирение. Нарышкин поклялся, что не ищет руки княжны, но год спустя на ней женился.
Брак сначала казался счастливым, супруги были близки ко двору и жили в Зимнем Дворце в обер-гофмаршальской квартире. Но впоследствии оказалось, что в семействе своём Нарышкин был деспотичным тираном. В обществе он пользовался плохой репутацией. Современники находили его «злым, надменным и необузданно вспыльчивым», жена же его была всеми уважаема. При дворе Марию Яковлевну считали «одной из самых симпатичных, восхитительно любезных женщин». Будучи «столь же красивой, сколько кроткой и доброй», она много страдала под игом мужа, который иногда забывался до того, что бил её. Согласно дневнику барона М. Корфа, были «люди, которые сами видели, как Нарышкин бросал жене в голову книги. При этом когда во дворце находили, что она очень хороша, он говорил, — и находятся наглецы, уверяющие, что я её бью: разве была бы она так хороша, если бы я это делал?» Не найдя счастья в браке, Мария Яковлевна всю свою любовь отдавала детям. По натуре вечно молодая душой, она «играла с ними, как ребёнок, как их старшая сестра».
После воцарения Николая I Нарышкин оказался в опале и вместе с семьёй в 1826 году покинул Россию. За границей они провели восемь лет, жили в Италии, Германии и во Франции, где были представлены ко двору Луи-Филиппа I. Вернувшись в Петербург, поселились в своем доме на Дворцовой наб., 20/2. Лето проводили в Ораниенбауме на даче в Сергиевском, где жили «гостеприимно и весело, не роскошно, но в своё удовольствие». Одарённая художественным вкусом, Мария Яковлевна была большой любительницей живописи и покровительствовала многим художникам. По её заказам работали С. Ф. Шедрин, П. В. Басин, К. П. Брюллов, Д. Доу и многие другие. Вместе с мужем была знакома с Пушкиным, а после его смерти с графиней Н. В. Строгановой была его ярой защитницей, что даже вызвало несколько ссор.
Не отличаясь крепким здоровьем, проводила много времени за границей. В 1838 году в Риме её застало известие о скоропостижной смерти мужа в Крыму. Овдовев, поселилась в семье дочери Александры. Вместе с ней в 1850-х годах переехала в Париж, где они занимали роскошный дом на площади Св. Магдалины. Скончалась в июне 1854 года от «раны в горле» в Гейдельберге, после отпевания в вилле посольства в Баден-Бадене тело её было перевезено в Петербург и похоронено в Духовской церкви Александро-Невской лавры.
В браке имела двух сыновей — Льва (1809—1855; член совета министра финансов) и Сергея (1819—1855; штабс-ротмистр, жил под надзором в Оптиной пустыни), и двух дочерей — Наталью (1812—1818; родилась в Полтаве, умерла в Москве) и Александру (1817—1856; замужем за графом Иваном Воронцовым-Дашковым; «повелительница мод» и первейшая «светская львица»).
- Мария Яковлевна
с детьми
- Лев Кириллович
- Александра Кирилловна
- Сергей Кириллович